# Mycena austrofilopes
Mycena austrofilopes es una especie de hongo basidiomicetos de la familia Mycenaceae . Se los encuentra en la hojarasca debajo de los eucalipto en Victoria, Australia y en Nueva Zelanda.

## Descripción
La forma del sombrero (píleo) tiene forma acampañada de color blanquecina y aspecto sedoso, su tallo puede medir hasta los 122 milímetros de largo y 2,4 milímetros de espesor, estos son de color amarronado.